# روبرت ماكفيرسون (لاعب كريكت)
روبرت ماكفيرسون (1864 بكرايستشرش في نيوزيلندا - 13 أكتوبر 1904 في نيوزيلندا) (بالإنجليزية: Robert McPherson)‏ هو لاعب كريكت نيوزلندي.

## وصلات خارجية
- روبرت ماكفيرسون على موقع إي آس بي آن كريك إنفو (الإنجليزية)